# Faramea malmei
Faramea malmei är en måreväxtart som beskrevs av Paul Carpenter Standley. Faramea malmei ingår i släktet Faramea och familjen måreväxter. Inga underarter finns listade i Catalogue of Life.